# Station Furze Platt
Furze Platt is een spoorwegstation van National Rail in Maidenhead, Windsor and Maidenhead in Engeland. Het station is eigendom van Network Rail en wordt beheerd door Great Western Railway. Het station is geopend in 1937.